# قرار مجلس الأمن التابع للأمم المتحدة رقم 1607
قرار مجلس الأمن التابع للأمم المتحدة رقم 1607، الذي تم تبنيه بالإجماع في 21 يونيو 2005، بعد التذكير بجميع القرارات السابقة بشأن الوضع في ليبيريا، مدد المجلس الحظر المفروض على الماس الليبيري لمدة ستة أشهر أخرى.

## القرار

### أعمال
وبموجب الفصل السابع من ميثاق الأمم المتحدة، قرر المجلس تجديد العقوبات المفروضة على ليبيريا فيما يتعلق بالماس، مع التأكيد على أنه سيرفع التدابير بمجرد استيفاء الحكومة الانتقالية لشروطها، بما في ذلك إنشاء نظام شهادة المنشأ. وتم حث الحكومة الانتقالية على إجراء إصلاحات في قطاع الغابات وتقديم المشورة بشأن إدارتها للأخشاب والماس. وستظل العقوبات المالية المفروضة على تشارلز تيلور بموجب القرار 1532 (2004) سارية، وتم تذكير جميع الدول بتنفيذ جميع العقوبات.
وفي غضون ذلك، أعيد تشكيل لجنة خبراء مؤلفة من خمسة أعضاء تم تعيينها بموجب القرار 1549 (2004) من قبل الأمين العام كوفي عنان حتى 21 ديسمبر 2005 لمراقبة تنفيذ وتأثير العقوبات. وسيقدم الفريق تقريرا عما إذا كانت ليبيريا قد استوفت الشروط الخاصة برفع العقوبات.

## روابط خارجية
- نص القرار في undocs.org